# Xerogel
Xerogel é um material sólido com uma estrutura de rede formada principalmente por óxidos, que é transparente e fabricado através de um processo chamado sol-gel. Geralmente, é mais compacto e menos poroso do que um aerogel. Os métodos de produção existentes, como hidrólise e condensação de moléculas precursoras, são mais adequados para criar camadas finas em vez de grandes blocos sólidos. Isso torna os xerogéis úteis para aplicações como vidros especiais, cerâmicas e materiais híbridos orgânicos-inorgânicos. Durante a fabricação, seu estado coloidal permite a produção de filmes extremamente finos usando técnicas como imersão, pulverização ou spin-coating, o que aumenta muito a sua capacidade de reagir quimicamente. Além disso, a tecnologia permite combinar materiais orgânicos e inorgânicos sem a necessidade de altas temperaturas, resultando na criação ou reprodução de novos materiais híbridos com propriedades exclusivas.

## Produção
O processo sol-gel, antigo conhecido como "química suave", utiliza alcóxidos metálicos, como o de silício, juntamente com catalisadores, para iniciar a formação de uma estrutura vítreo em temperaturas mais baixas do que a fusão convencional. Essa técnica permite a formação de uma rede de óxidos em solução, principalmente de alcóxidos de silício, zircônio, alumínio, e titânio, que hidrolisam em presença de água. Dependendo da intensidade dessa hidrólise, uma rede tridimensional polimerizada com funções silanóis mais ou menos abertas é formada. A secagem lenta ao ar permite a evaporação da água e solventes orgânicos, afetando diretamente a estabilidade mecânica dos géis secos, podendo resultar em xerogel, mais denso, ou aerogel, mais poroso e leve. A termólise subsequente do gel, aquecendo-o a temperaturas médias, modifica ainda mais suas propriedades, embora a expulsão das espécies através dos poros durante esse processo possa causar fragilização da estrutura.